# Fernando Vásquez (Fußballspieler, 1994)
Fernando Alex Vásquez Pávez (* 21. Januar 1994 in San Vicente de Tagua Tagua) ist ein ehemaliger chilenischer Fußballtorwart. Er gewann mit dem CD O’Higgins die Meisterschaft der Apertura 2013/14.

## Karriere
Fernando Vásquez spielte in der Jugend bei Universidad Católica unter Mario Lepe und wechselte in die Profimannschaft 
vom CD O’Higgins. Größter Erfolg war die erste Meisterschaft der Klubhistorie in der Apertura 2013/14, auch wenn Vásquez nicht zum Einsatz kam. Bis 2015 stand er beim Team aus Rancagua unter Vertrag. Danach sind keine weiteren Informationen zu seiner Karriere bekannt.

## Erfolge
CD O’Higgins
- Chilenischer Meister: 2013/14-A
- Chilenischer Supercup-Sieger: 2014